# Gare de Wezemaal
La gare de Wezemaal (en néerlandais : station Wezemaal) est une gare ferroviaire belge de la ligne 35, de Louvain à Hasselt, située à Wezemaal, village sur le territoire de la commune de Rotselaar, dans la province du Brabant flamand en Région flamande.
Elle est mise en service en 1903 par l'Administration des chemins de fer de l'État belge. 
C'est une halte voyageurs de la Société nationale des chemins de fer belges (SNCB) desservi par des trains InterCity (IC), Omnibus (L) et d’Heure de pointe (P).

## Situation ferroviaire
Établie à 15 mètres d'altitude, la gare de Wezemaal est située au point kilométrique (PK) 44,572 de la ligne 35, de Louvain à Hasselt, entre les gares ouvertes de Louvain et d'Aarschot ainsi que les gares fermées de Rotselaar et Gelrode.

## Histoire
La section de Louvain à Herentals, via Aarschot, est mise en service le 2 mars 1863 par la Société anonyme des chemins de fer du Nord de la Belgique qui en confie l'exploitation à la Compagnie de l'Est-Belge qui devient par fusion le Grand Central Belge, nationalisé en 1897.
Le point d'arrêt de « Wezemael », administré depuis la gare de Rostelaer, est mis en service le 3 janvier 1903 par l'Administration des chemins de fer de l'État belge en même temps que l'arrêt voisin de Gelrode.
Fermé pendant la Première Guerre mondiale, il est rouvert le 1er juillet 1920.

### Nom de la gare
La graphie du nom de la gare est modifiée le 1er février 1938 de « Wezemael » elle devient officiellement « Wezemaal ».

## Service des voyageurs

### Accueil
Halte SNCB, c'est un point d'arrêt non géré (PANG) à accès libre équipée d'un automate pour l'achat de titres de transport.
La traversée des voies et le passage d'un quai à l'autre s'effectuent par le passage à niveau routier.

### Desserte
Wezemaal est desservie par des trains InterCity (IC), Omnibus (L) et d’Heure de pointe (P) de la SNCB qui effectuent des missions sur la ligne 35 (Louvain - Hasselt).

#### Semaine
Wezemaal possède trois dessertes horaires : des trains IC-09 d'Anvers-Central à Louvain (via Lier, Heist-op-den-Berg et Aarschot), des trains L d'Anvers-Central à Louvain (via Lier, avec davantage d'arrêts) et des trains L reliant Louvain à Hasselt.
Trois trains P de Hasselt à Louvain (le matin) et trois de Louvain à Hasselt (l'après-midi) ont les mêmes arrêts que les trains L. Il existe aussi, le matin, un unique train P de Louvain à Anvers-Central recoupant le parcours des trains L.

#### Week-ends et fériés
Wezemaal est desservie par des trains L d'Anvers-Central à Louvain via Lier et Heist-op-den-Berg.
Le samedi uniquement, des trains IC-08 d'Anvers-Central à Hasselt s'arrêtent en gare.

### Intermodalité
Un parc pour les vélos (gratuit) et un parking pour les véhicules (gratuit) y sont aménagés. 
Des bus desservent la gare.

## Comptage voyageurs
Ce graphique et tableau montre le nombre de voyageurs embarquant en moyenne durant la semaine, le samedi et le dimanche.

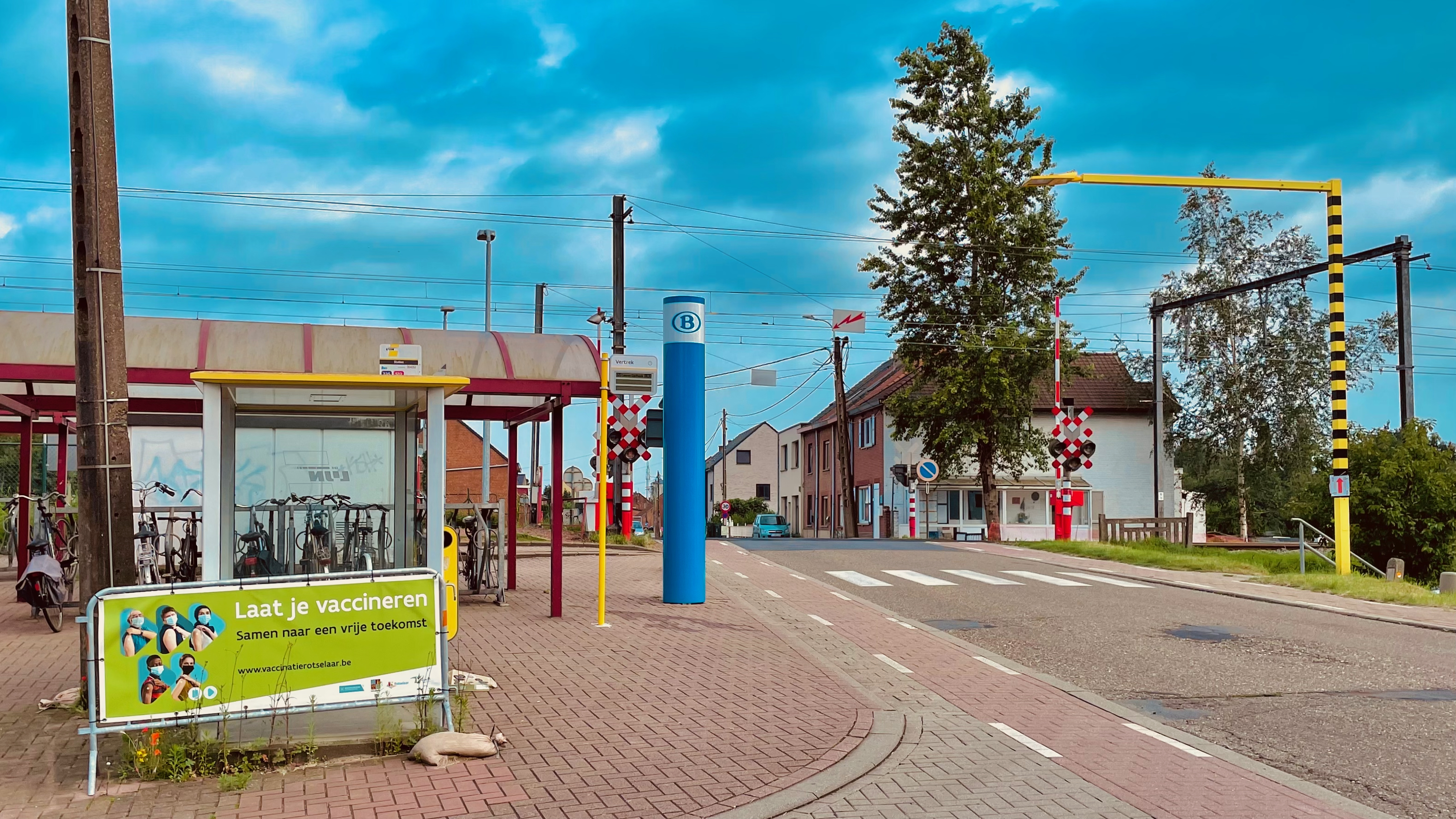
Abri à vélos.
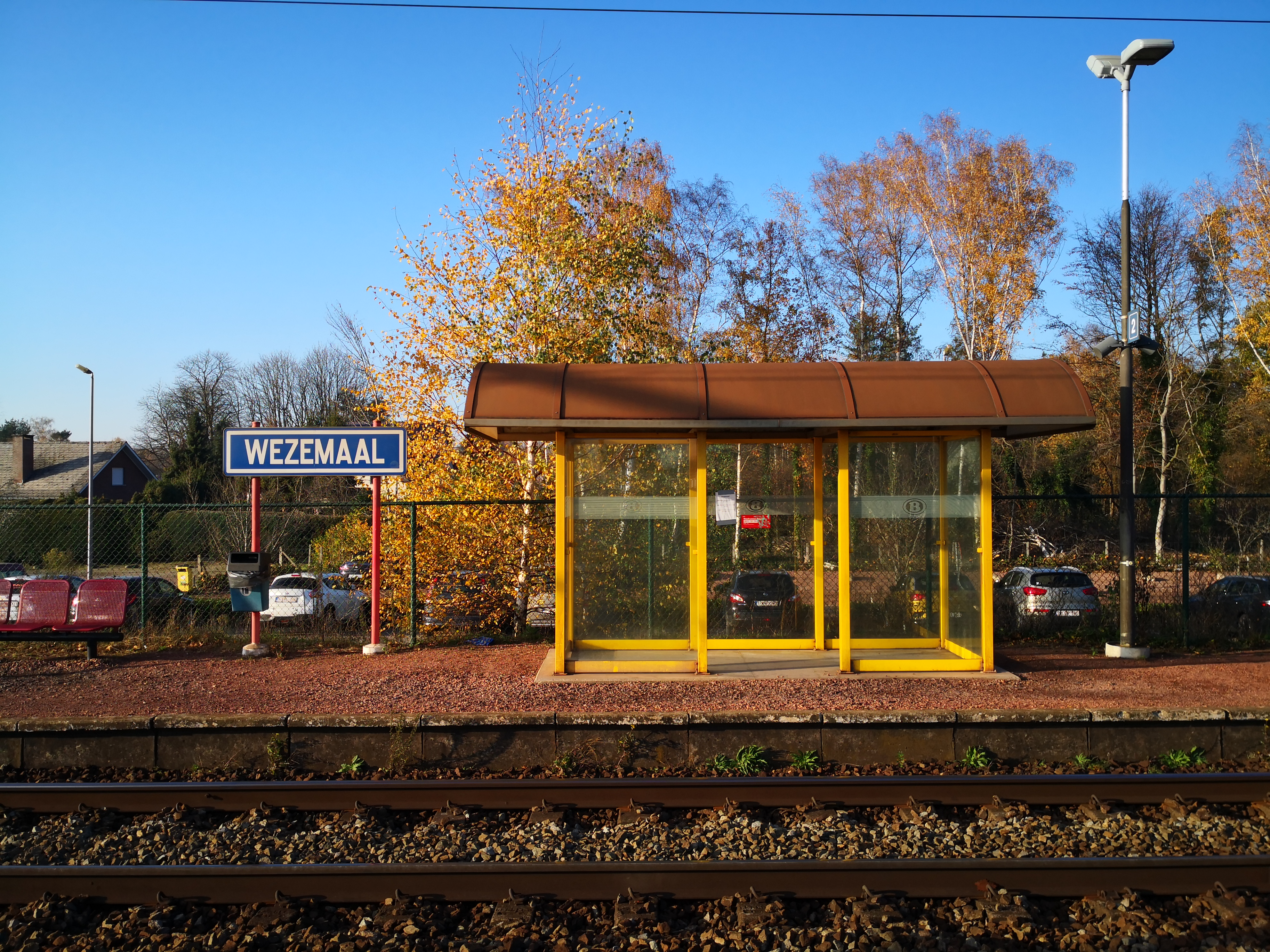
Abri de quai.
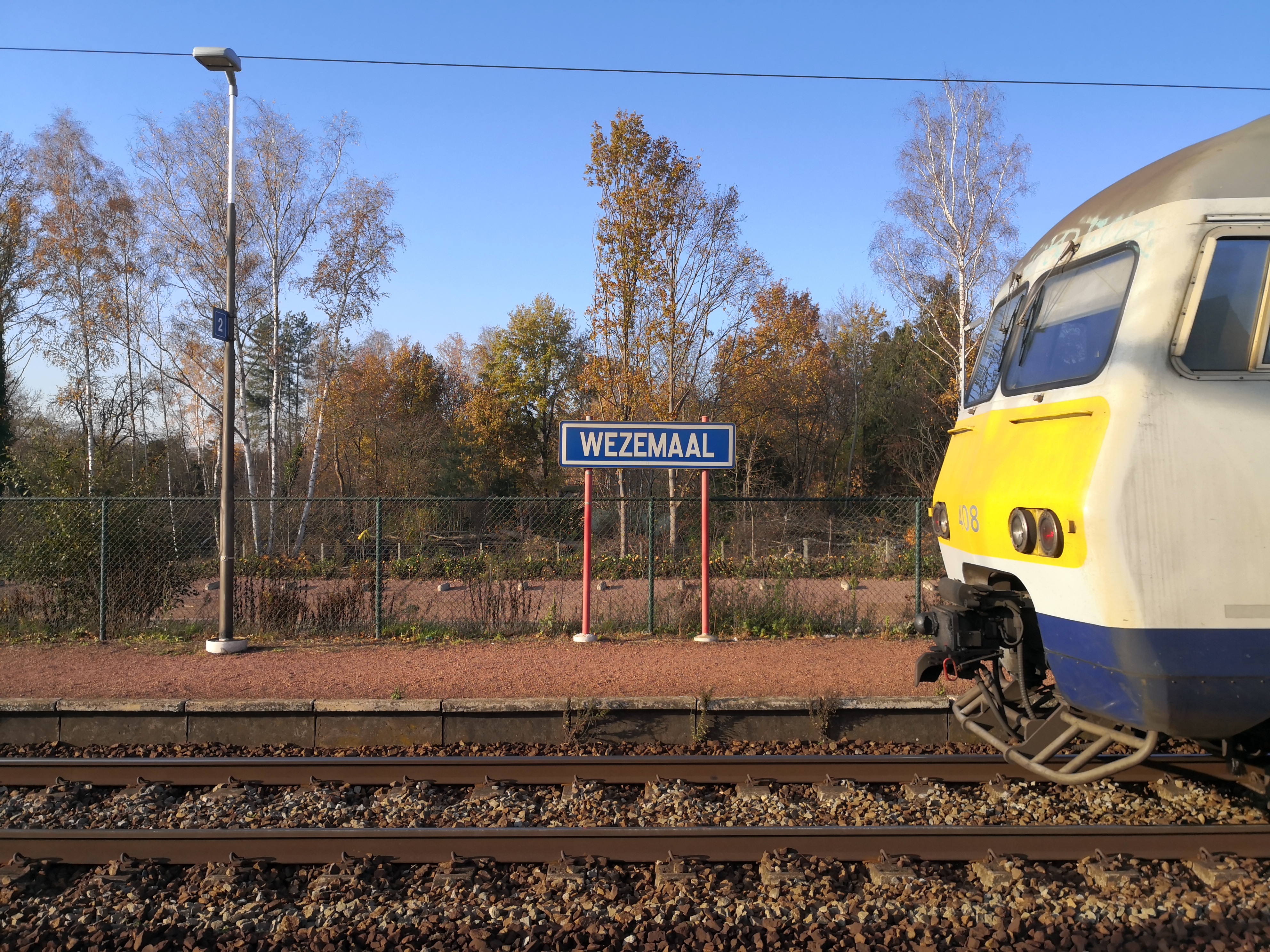

| Nombre de passagers qui embarquent à la gare de Wezemaal | Nombre de passagers qui embarquent à la gare de Wezemaal | Nombre de passagers qui embarquent à la gare de Wezemaal | Nombre de passagers qui embarquent à la gare de Wezemaal |
|                                                          | Semaine                                                  | Samedi                                                   | Dimanche                                                 |
| -------------------------------------------------------- | -------------------------------------------------------- | -------------------------------------------------------- | -------------------------------------------------------- |
| 1977                                                     | 150                                                      | -                                                        | -                                                        |
| 1978                                                     | 150                                                      | -                                                        | -                                                        |
| 1979                                                     | 187                                                      | -                                                        | -                                                        |
| 1980                                                     | 175                                                      | 2                                                        | 6                                                        |
| 1981                                                     | 184                                                      | 6                                                        | -                                                        |
| 1982                                                     | 234                                                      | 5                                                        | -                                                        |
| 1983                                                     | 149                                                      | 2                                                        | -                                                        |
| 1984                                                     | 129                                                      | -                                                        | -                                                        |
| 1985                                                     | 174                                                      | -                                                        | -                                                        |
| 1986                                                     | 74                                                       | -                                                        | -                                                        |
| 1987                                                     | 72                                                       | -                                                        | -                                                        |
| 1988                                                     | 58                                                       | -                                                        | -                                                        |
| 1989                                                     | 55                                                       | -                                                        | -                                                        |
| 1990                                                     | 49                                                       | -                                                        | -                                                        |
| 1991                                                     | 52                                                       | -                                                        | -                                                        |
| 1992                                                     | 58                                                       | -                                                        | -                                                        |
| 1993                                                     | 79                                                       | -                                                        | -                                                        |
| 1994                                                     | 68                                                       | -                                                        | -                                                        |
| 1995                                                     | 73                                                       | -                                                        | -                                                        |
| 1996                                                     | 145                                                      | -                                                        | -                                                        |
| 1997                                                     | 190                                                      | -                                                        | -                                                        |
| 1998                                                     | 265                                                      | -                                                        | -                                                        |
| 1999                                                     | 299                                                      | -                                                        | -                                                        |
| 2000                                                     | 379                                                      | -                                                        | -                                                        |
| 2001                                                     | 361                                                      | -                                                        | -                                                        |
| 2002                                                     | 307                                                      | -                                                        | -                                                        |
| 2003                                                     | 335                                                      | 68                                                       | 40                                                       |
| 2004                                                     | 338                                                      | 96                                                       | 76                                                       |
| 2005                                                     | 383                                                      | 88                                                       | 58                                                       |
| 2006                                                     | 487                                                      | 152                                                      | 87                                                       |
| 2007                                                     | 510                                                      | 182                                                      | 101                                                      |
| 2008                                                     | -                                                        | -                                                        | -                                                        |
| 2009                                                     | 552                                                      | 168                                                      | 125                                                      |
| 2010                                                     | -                                                        | -                                                        | -                                                        |
| 2011                                                     | -                                                        | -                                                        | -                                                        |
| 2012                                                     | 562                                                      | 155                                                      | 160                                                      |
| 2013                                                     | 641                                                      | 228                                                      | 115                                                      |
| 2014                                                     | 653                                                      | 192                                                      | 186                                                      |
| 2015                                                     | 645                                                      | 170                                                      | 139                                                      |
| 2016                                                     | 778                                                      | 152                                                      | 117                                                      |
| 2017                                                     | 669                                                      | 162                                                      | 144                                                      |
| 2018                                                     | 784                                                      | 276                                                      | 214                                                      |
| 2019                                                     | 739                                                      | 301                                                      | 245                                                      |
| 2020                                                     | 455                                                      | 192                                                      | 110                                                      |
| 2021                                                     | -                                                        | -                                                        | -                                                        |
| 2022                                                     | 903                                                      | 267                                                      | 374                                                      |
| 2023                                                     | 616                                                      | 322                                                      | 266                                                      |
| 2024                                                     | 749                                                      | 348                                                      | 239                                                      |

- Abri à vélos.
- Abri de quai.